# Zygmunt Karłowski
Zygmunt Karłowski herbu Prawdzic, ps. „Niedźwiedź” (ur. 27 sierpnia 1912 we Lwowie, zm. 11 sierpnia 1944) – polski działacz konspiracyjny w okresie II wojny światowej.

## Życiorys
Urodzony w rodzinie ziemiańskiej, syn Stanisława, senatora  II Rzeczypospolitej,  oraz Róży Ponińskiej herbu Łodzia. W latach 1926–1932 uczęszczał do gimnazjum w Gostyniu, następnie studiował prawo na Uniwersytecie Lwowskim. 25 sierpnia 1940 ożenił się z farmaceutką Jadwigą Kosch  (ur. 4 sierpnia 1914, zm. 11 września 1944), która prowadziła aptekę „Pod Gwiazdą”, przy ulicy Floriańskiej 15. Małżeństwo zamieszkało przy ulicy św. Marka 8. 
Zygmunt Karłowski pracował w biurze rachunkowości rolnej Buchstelle, nadzorując rachunkowość Sieniawskiej Ordynacji Czartoryskich. Zasiadał w zarządzie Sandomiersko- Wielkopolskiej Hodowli Nasion, nadzorując księgowość i kontrolując rachunki stacji i gospodarstw hodowlanych na terenie Generalnego Gubernatorstwa.
W 1941 Jadwiga i Zygmunt Karłowscy zaangażowali się w działalność konspiracyjną. Podjęli stałą współpracę z organizacją konspiracyjną ziemian „Uprawa”. W 1942 zostali zaprzysiężeni jako żołnierze Armii Krajowej. Oboje, na zlecenie Komendy Okręgu Kraków i podokręgu Rzeszów, organizowali i zaopatrywali punkty sanitarne w terenie. Ich zadaniem było ponadto wyszukiwanie miejsc na konspiracyjne zebrania, szkolenia, noclegi osób z konspiracji i ukrywających się. Od 1943 ich mieszkanie było też kwaterą Stanisława Rostworowskiego.
11 sierpnia 1944 małżeństwo Karłowskich, generał Rostworowski, Stefan Dembiński i służąca Karłowskich, Zofia Ziemba, zostali aresztowani przez gestapo. Zygmunt Karłowski został zamordowany tego samego dnia podczas przesłuchania. Jadwiga Karłowska została umieszczona w KL Płaszów i tam stracona miesiąc później.
W chwili aresztowania przez Niemców Zygmunt i Jadwiga Karłowscy mieli dwoje małych dzieci: Różę (urodzoną w 1941 roku) oraz Elżbietę (1944-1988)

## Upamiętnienie
W maju 2021 roku imieniem Jadwigi i Zygmunta Karłowskich Rada Miasta Krakowa nazwała skwer u zbiegu ulic św. Marka i Reformackiej, naprzeciwko ich dawnego miejsca zamieszkania.
11 sierpnia 2023 roku przy kamienicy na ulicy św.Marka 8 w Krakowie odbyła się uroczystość odsłonięcia i poświęcenia tablicy upamiętniającej małżeństwo Karłowskich.

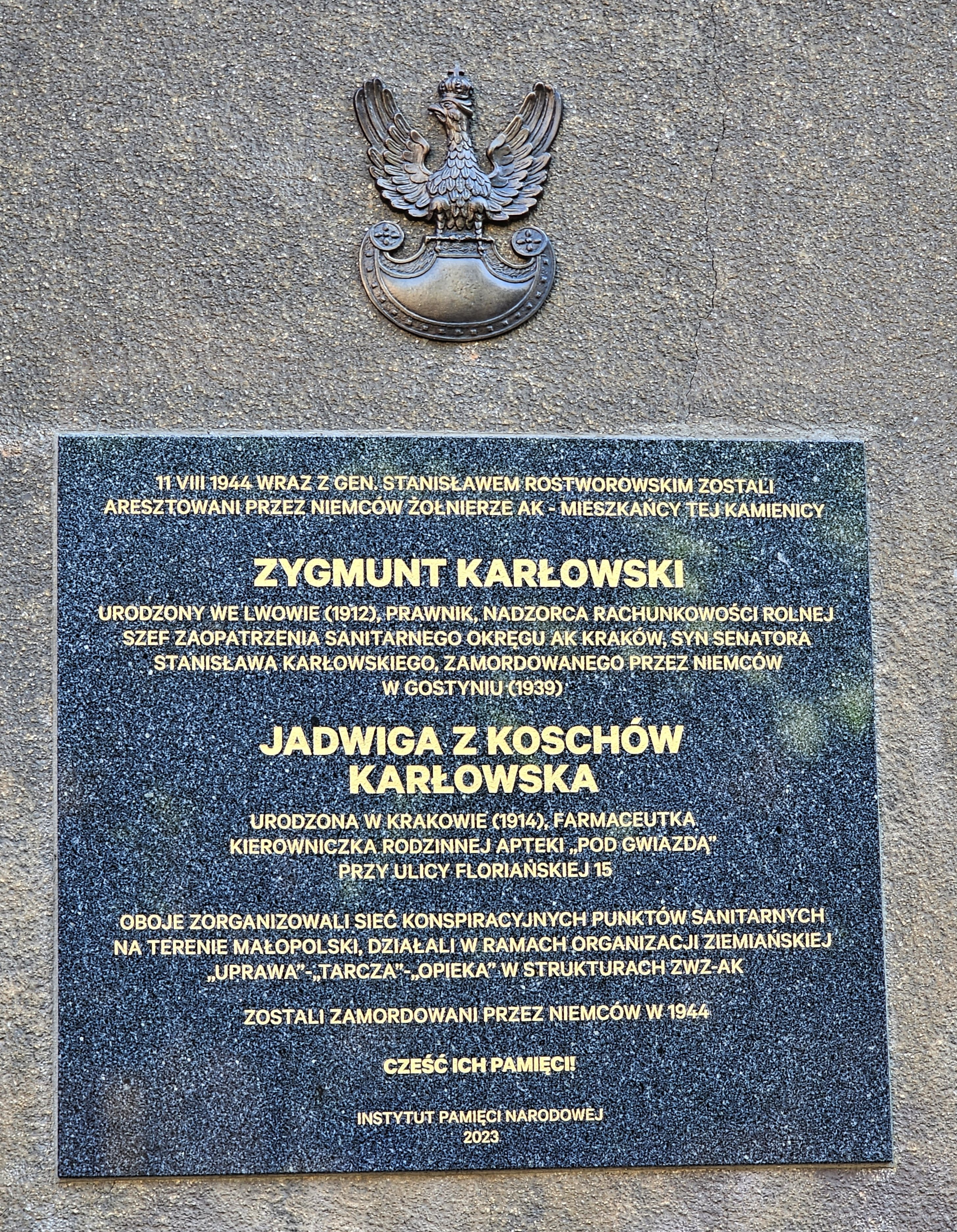
Zygmunt Karłowski, Jadwiga z Koschów Karłowska - tablica pamięci

## Odznaczenia
W sierpniu 2019 roku Jadwiga i Zygmunt Karłowscy decyzją Prezydenta RP zostali pośmiertnie odznaczeni Krzyżem Oficerskim Orderu Odrodzenia Polski.